# Per Borten
Per Borten (Flå, 3 april 1913 – Trondheim, 20 januari 2005) was een Noors politicus van de Centrumpartij.
Van 1965 tot 1971 was hij premier van Noorwegen en stond hij aan het hoofd van een centrumrechtse coalitie. Hij stond bekend als anti-Europese Unie. Zijn kabinet bestaande uit de Centrumpartij, de Christelijke Volkspartij, de liberalen en de conservatieven, kwam op 2 maart 1971 ten val nadat een geheim rapport over mogelijke toetreding tot de Europese Gemeenschappen was gelekt. Per Borten verklaarde dat hij dit rapport ter inzage had gegeven aan de voorzitter van de Noorse volksbeweging tegen de E.G..
- Bibsys: 90076172
- Gemeinsame Normdatei: 118902520
- International Standard Name Identifier: 0000 0001 0961 0102
- KulturNav: bd884405-38d9-40e5-9027-8b98d61e8fe0
- Library of Congress Control Number: n86037346
- Virtual International Authority File: 26080283
- WorldCat: E39PBJdCtT337QHhJkHxjMKw4q